# Alessandro Guidi (arbitro)
Alessandro Guidi (Bologna, 4 dicembre 1951) è un ex arbitro di calcio italiano.

## Biografia
Iniziò a svolgere l'attività di arbitro di calcio nel 1970 e la concluse in serie A nel 1991-1993 a Lecce a seguito di un infortunio. Nel 1992/93 è stato presidente della sezione AIA di Bologna. Dalla stagione 1993/1994 a quella 1997/1998 è stato osservatore a disposizione della Can/C ed ispettore a disposizione della Lega Nazionale Professionisti. Nella stagione 1998/1999 è stato vice commissario della Commissione Arbitri Nazionale di serie C. Nelle stagioni 1999/2000 e 2000/2001 è stato vice commissario della Commissione Arbitri Nazionale serie A e B. Nel periodo 2001/2006 è stato accompagnatore arbitri della squadra nazionale e osservatore CAN. Nel periodo 2005/2008 è stato dirigente del Bologna Football Club 1909 (Direzione Affari Generali) e consigliere delegato del consiglio di amministrazione.